# Larry Cedar
Larry Frank Cedar (* 6. März 1955 in Pacoima, Kalifornien) ist ein US-amerikanischer Schauspieler.

## Leben
Cedar erhielt seine Schauspielausbildung an der University of California in Los Angeles und hatte sein Spielfilmdebüt 1979 in einer der Hauptrollen der Disney-Agentenkomödie James jr. schlägt zu. Zwar erhielt er in den folgenden Jahren zahlreiche weitere Filmrollen, diese waren jedoch zumeist untergeordnete Nebenrollen. Erwähnenswert sind seine Auftritte in den Horrorfilmen The Hidden – Das unsagbar Böse, The Crazies – Fürchte deinen Nächsten und Alyce – Außer Kontrolle. Seit 1978 ist Cedar ein vielgebuchter Fernsehdarsteller. Er trat in den verschiedensten US-amerikanischen Serienformaten auf, darunter in drei Serien aus dem Star-Trek-Franchise. Bekanntheit beim US-amerikanischen Fernsehpublikum erlangte er durch sein Mitwirken an der Kindersendung Square One Television zwischen 1987 und 1994. Dem deutschsprachigen Fernsehpublikum ist er am ehesten durch seine Darstellung des Leon in der Westernserie Deadwood bekannt.

## Filmografie (Auswahl)

### Fernsehen
- 1978: Kampfstern Galactica (Battlestar Galactica)
- 1980: M*A*S*H
- 1983: Remington Steele
- 1985: Dallas
- 1986: Wer ist hier der Boss? (Who’s the Boss?)
- 1988: Memories of Me
- 1988: L.A. Law – Staranwälte, Tricks, Prozesse (L.A. Law)
- 1990: 21 Jump Street – Tatort Klassenzimmer (21 Jump Street)
- 1994: Star Trek: Deep Space Nine
- 1996: Star Trek: Raumschiff Voyager (Star Trek: Voyager)
- 1998: Schatten der Leidenschaft (The Young and the Restless)
- 2002: Star Trek: Enterprise (Enterpries)
- 2003: The District – Einsatz in Washington (The District)
- 2004: Frasier
- 2004–2006: Deadwood
- 2005: Alias – Die Agentin (Alias)
- 2005: Stargate – Kommando SG-1 (Stargate SG-1)
- 2006: Boston Legal
- 2006: Charmed – Zauberhafte Hexen (Charmed)
- 2006–2009: Two and a Half Men
- 2009: Dr. House (House)
- 2009: Saving Grace
- 2011: Community
- 2018: Marvel’s Runaways
- 2020: Young Sheldon

### Film
- 1979: James jr. schlägt zu (The London Connection)
- 1983: Unheimliche Schattenlichter (Twilight Zone: The Movie)
- 1987: The Hidden – Das unsagbar Böse (The Hidden)
- 1991: Das Leben stinkt (Life Stinks)
- 1992: Demonic Toys
- 1992: The Babe – Ein amerikanischer Traum (The Babe)
- 1993: Philadelphia Experiment II
- 1997: … denn zum Küssen sind sie da (Kiss the Girls)
- 1997: Freeze – Alptraum Nachtwache (Nightwatch)
- 1998: Fear and Loathing in Las Vegas
- 2005: Constantine
- 2006: Die Hollywood-Verschwörung (Hollywoodland)
- 2007: Das Vermächtnis des geheimen Buches (National Treasure: Book of Secrets)
- 2010: The Crazies – Fürchte deinen Nächsten (The Crazies)
- 2011: Alyce – Außer Kontrolle (Alyce)